# Citroën C4

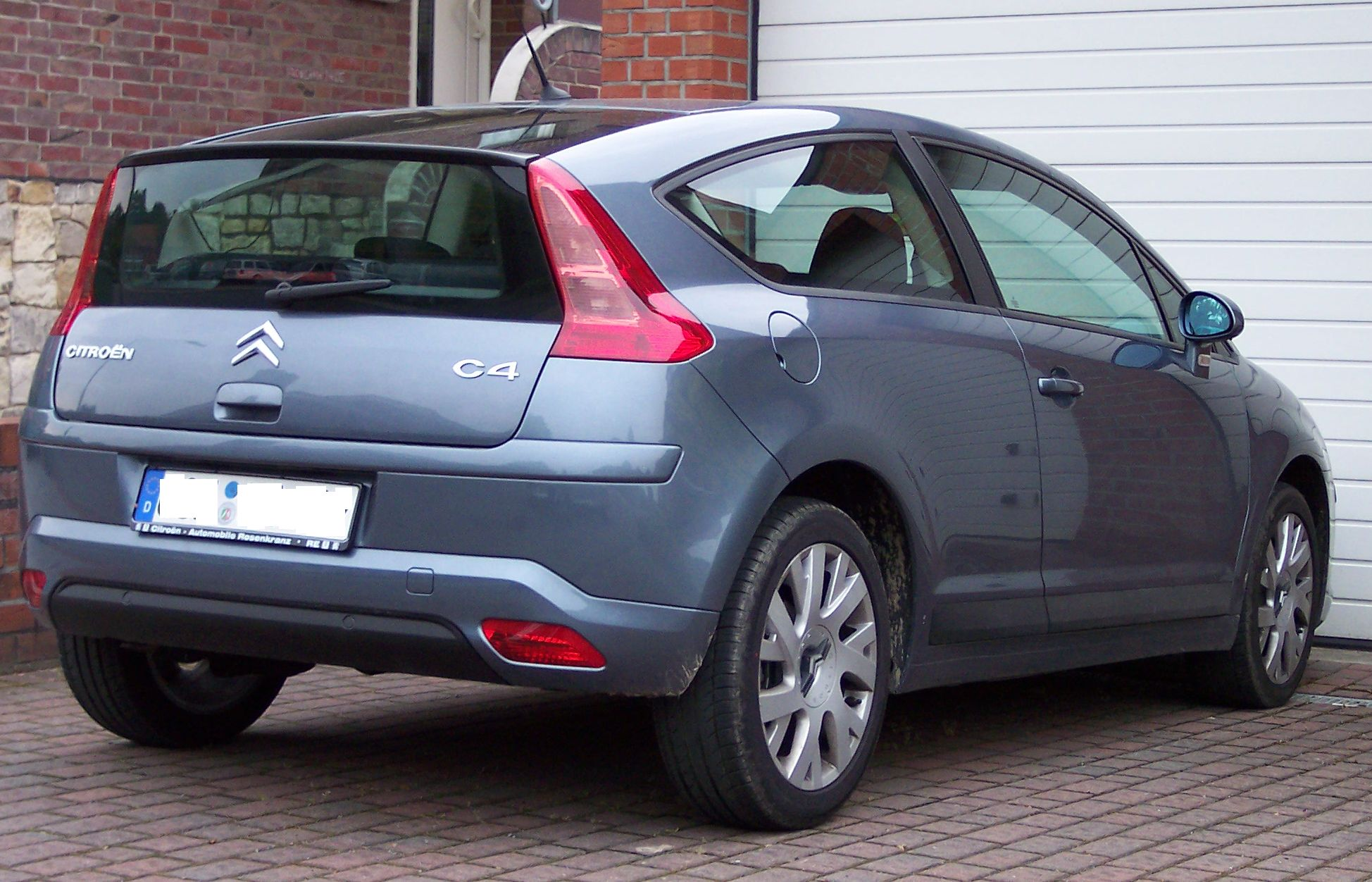
zadní pohled na Citroën C4 coupé

Citroën C4 je malý rodinný vůz (coupé nebo hatchback) vytvořený jako nástupce Citroën Xsara, poprvé uvedený na trh na podzim 2004, v ČR v listopadu 2005.

## Popis
K dispozici jsou třídveřové coupé a pětidveřový hatchback s benzinovým nebo naftovým motorem. Na některých trzích se vyrábí a prodává i sedan (např. Čína, Argentina, Maďarsko,…). Kupé je o 13 mm delší a má o 6 litrů menší objem zavazadlového prostoru než hatchback (320 l).
Mezi interiérovou výbavu patří volant s pevným středem, moderní palubní desku s automatickou regulací podsvícení středového displeje či integrovaný osvěžovač vzduchu. Z bezpečnostních prvků nabízí mimo jiné i bi-xenonové světlomety, tempomat s omezovačem rychlosti nebo systém AFIL, upozorňující na neúmyslné opuštění jízdního pruhu.
V roce 2006 byla představena sedmimístná verze Grand C4 Picasso. Později přibyla menší pětimístná C4 Picasso.
Vůz vyniká nadprůměrně dobrými jízdními vlastnostmi, přestože zadní náprava je klasické konstrukce s vlečenými rameny a stabilizátorem. Náklon v zatáčkách je minimální. Další kladnou vlastností vozu je dobré odhlučnění interiéru.

## Motory
| Název             | Objem            | Síla                     |
| Benzinové motory  |                  |                          |
| ET3               | 1,4 l (1360 cm³) | 90 PS (90 koní, 66 kW)   |
| TU5               | 1,6 l (1587 cm³) | 110 PS (110 koní/80 kW)  |
| EW10A             | 2,0 l (1997 cm³) | 136 PS (136 koní/100 kW) |
| EW10J4            | 2,0 l (1997 cm³) | 140 PS (140 koní/103 kW) |
| EW10J4S           | 2,0 l (1997 cm³) | 180 PS (180 koní/132 kW) |
| Naftové motory    |                  |                          |
| DV6ATED4B 90C HDi | 1,6 l (1560 cm³) | 90 PS (90 koní/66 kW)    |
| DV6ATED4 HDi      | 1,6 l (1560 cm³) | 110 PS (110 koní/80 kW)  |
| DW10BTED4 HDi     | 2,0 l (1997 cm³) | 136 PS (136 koní/100 kW) |

## Ocenění
Citroën C4 vyhrál Design of the Year v roce 2006.
Cena pro technologie budoucnosti za svůj inovativní hybridní systém Hybrid Air využívající benzínový motor a stlačený vzduch, který představuje klíčovou etapu směrem k vývoji vozu se spotřebou 2 l / 100 km.
Fleet World Honours cena za inovace.
Engine Technology Development Of The Year udělováno partnerům skupiny Bosch.

## C4 WRC

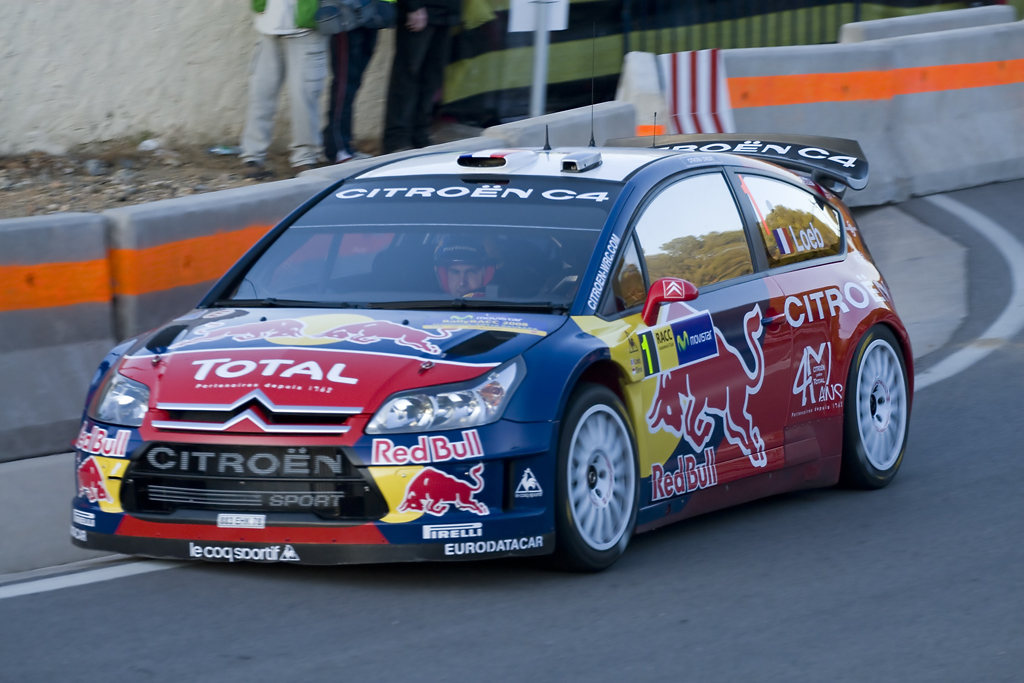
Sébastien Loeb s C4 WRC na Rally Catalunya 2008

Citroën C4 WRC se účastní šampionátu od roku 2007. Sébastien Loeb s ním získal tituly mistra světa v letech 2007, 2008, 2009 a 2010. V letech 2008, 2009 a 2010 zvítězil Citroën Sport mezi týmy. C4 WRC se tak stal kvalitním nástupcem Xsary WRC. Jeho vývoj začal již v roce 2004. Vzhledem k nejasné budoucnosti byl však projekt zastaven a tovární Citroën ohlásil po Mistrovství světa v rallye 2005 odchod z mistrovství. Automobilka se do soutěží vrátila až v roce 2007 s novým typem.
Motor měl objem 1998 cm³ a výkon 234 kW. Používal pneumatiky Michelin. Pro asfaltové soutěže se používala osmnáctipalcová a pro šotolinové patnáctipalcová kola.
Rozměry:
- Délka – 4275 mm
- Šířka – 1800 mm
- Rozvor – 2608 mm
- Hmotnost – 1230 kg